# Конкакафов шампионат 1985.
Конкакафов шампионат 1985. (шп. CONCACAF Campeonato de Naciones енгл. NORCECA) било је девето издање првенства Конкакафа, фудбалског првенства Северне Америке, Централне Америке и Кариба (КОНКАКАФ), одржано је у периоду од 24. фебруара. до 14. септембра 1985. године. Овај пут шампионат није имало земљу домаћина.
Првенство је такође послужило као квалификације за Светско првенство 1986. На шампионату је учествовало укупно 18 тимова Конкакафа. Зона Северне, Централне Америке и Кариба је добила 2 места (од 24) на финалном турниру. Мексико, домаћин Светског првенства, квалификовао се аутоматски, остављајући једно место отворено за такмичење између 17 тимова. Канада је освојила своју прву велику титулу и изборила се за квалификације 14. септембра 1985. за учешће на свом првом Светском првенству након што је победила Хондурас са 2 : 1 у Парку краља Џорџа V у Сент Џонсу, Њуфаундленд.

## Финални турнир

### Прво коло

#### Група 1
| Pos | Тим      | О | П | Н | И | ГД | ГП | ГР | Бод. |
| --- | -------- | - | - | - | - | -- | -- | -- | ---- |
| 1   | Хондурас | 4 | 2 | 2 | 0 | 5  | 3  | +2 | 6    |
| 2   | Салвадор | 4 | 2 | 1 | 1 | 7  | 2  | +5 | 5    |
| 3   | Суринам  | 4 | 0 | 1 | 3 | 2  | 9  | −7 | 1    |

Хондурас се пласираo у други и финални део.
| Суринам | 0 : 3 | Салвадор                                                    |
| ------- | ----- | ----------------------------------------------------------- |
|         |       | Маурисио Алфаро 33’ · Евер Ернандез 60’ · Вилфредо Уезо 68’ |

| Салвадор                                           | 3 : 0 | Суринам |
| -------------------------------------------------- | ----- | ------- |
| Хосе Мариа Ривас 41’ 87’ · Луис Рамирес Запата 55’ |       |         |

| Суринам             | 1 : 1 | Хондурас          |
| ------------------- | ----- | ----------------- |
| Риналдои Ентинх 21’ |       | Едуардо Лаинг 57’ |

| Хондурас                     | 2 : 1 | Суринам           |
| ---------------------------- | ----- | ----------------- |
| Хосе Роберто Фигероа 25’ 38’ |       | Кенет Стјуарт 79’ |

| Салвадор             | 1 : 2 | Хондурас                             |
| -------------------- | ----- | ------------------------------------ |
| Хосе Мариа Ривас 63' |       | Роберто Бејли 1' · Едуардо Лаинг 77' |

| Хондурас | 0 : 0 | Салвадор |
| -------- | ----- | -------- |
|          |       |          |

#### Група 2
| Pos | Тим       | О | П | Н | И | ГД | ГП | ГР | Бод. |
| --- | --------- | - | - | - | - | -- | -- | -- | ---- |
| 1   | Канада    | 4 | 3 | 1 | 0 | 7  | 2  | +5 | 7    |
| 2   | Гватемала | 4 | 2 | 1 | 1 | 7  | 3  | +4 | 5    |
| 3   | Хаити     | 4 | 0 | 0 | 4 | 0  | 9  | −9 | 0    |

Канада се пласирала у други и финални део.
| Канада                             | 2 : 0 | Хаити |
| ---------------------------------- | ----- | ----- |
| Игор Враблич 30’ · Мајк Свинеј 41’ |       |       |

| Канада              | 2 : 1 | Гватемала              |
| ------------------- | ----- | ---------------------- |
| Дејл Мичел 22’, 43’ |       | Хулио Гомез Рендон 66’ |

| Хаити | 0 : 1 | Гватемала              |
| ----- | ----- | ---------------------- |
|       |       | Едуардо Естрада Аквино |

| Гватемала        | 1 : 1 | Канада         |
| ---------------- | ----- | -------------- |
| Бајрон Перез 42’ |       | Дејл Мичел 39’ |

| Хаити | 0 : 2 | Канада                            |
| ----- | ----- | --------------------------------- |
|       |       | Дејл Мичел 14’ · Игор Враблич 56’ |

| Гватемала                                                                     | 4 : 0 | Хаити |
| ----------------------------------------------------------------------------- | ----- | ----- |
| Раул Чакон 44’ · Раул Галиндо] 48’ · Хуан Мануел Фунес 62’ · Бајрон перес 71’ |       |       |

#### Група 3
| Pos | Тим               | О | П | Н | И | ГД | ГП | ГР | Бод. |
| --- | ----------------- | - | - | - | - | -- | -- | -- | ---- |
| 1   | Костарика         | 4 | 2 | 2 | 0 | 6  | 2  | +4 | 6    |
| 2   | Сједињене Државе  | 4 | 2 | 1 | 1 | 4  | 3  | +1 | 5    |
| 3   | Тринидад и Тобаго | 4 | 0 | 1 | 3 | 2  | 7  | −5 | 1    |

Костарика се пласирала у други и финални део.
| Тринидад и Тобаго | 0 : 3 | Костарика                                                |
| ----------------- | ----- | -------------------------------------------------------- |
|                   |       | Мигел Лејси 54’ · Милтон Нориега 61’ · Џони Вилијамс 65’ |

| Костарика              | 1 : 1 | Тринидад и Тобаго |
| ---------------------- | ----- | ----------------- |
| Хорхе Мануел Улате 57’ |       | Некик Де Нон 18’  |

| Тринидад и Тобаго  | 1 : 2 | Сједињене Државе                   |
| ------------------ | ----- | ---------------------------------- |
| Адријан Фонрос 19’ |       | Чико Борха 24’ · Марк петерсон 89’ |

| Сједињене Државе  | 1 : 0 | Тринидад и Тобаго |
| ----------------- | ----- | ----------------- |
| Пол Калигиури 15’ |       |                   |

| Костарика         | 1 : 1 | Сједињене Државе |
| ----------------- | ----- | ---------------- |
| Оскар Рамирез 42’ |       | Џон Кер 44’      |

| Сједињене Државе | 0 : 1 | Костарика             |
| ---------------- | ----- | --------------------- |
|                  |       | Еваристо Коронадо 35’ |

### Финална фаза
| Pos | Тим       | О | П | Н | И | ГД | ГП | ГР | Бод. |
| --- | --------- | - | - | - | - | -- | -- | -- | ---- |
| 1   | Канада    | 4 | 2 | 2 | 0 | 4  | 2  | +2 | 6    |
| 2   | Хондурас  | 4 | 1 | 1 | 2 | 6  | 6  | 0  | 3    |
| 3   | Костарика | 4 | 0 | 3 | 1 | 4  | 6  | −2 | 3    |

Канада се квалификовала за Светско првенство у Мексику.
| Костарика                             | 2 : 2 | Хондурас                                                        |
| ------------------------------------- | ----- | --------------------------------------------------------------- |
| Алваро Солано 19’ · Џони Вилијамс 81’ |       | Хосе Роберто Фигероа 8’ (пен.) · Порфирио Армандо Бетанкурт 24’ |

| Канада        | 1 : 1 | Костарика         |
| ------------- | ----- | ----------------- |
| Пол Џејмс 58’ |       | Џони Вилијамс 12’ |

| Хондурас | 0 : 1 | Канада         |
| -------- | ----- | -------------- |
|          |       | Џорџ Пакос 58’ |

| Костарика | 0 : 0 | Канада |
| --------- | ----- | ------ |
|           |       |        |

| Хондурас                                                              | 3 : 1 | Костарика              |
| --------------------------------------------------------------------- | ----- | ---------------------- |
| Порфирио Армандо Бетанкурт 40’ · Хосе Роберто Фигероа 51’, 66’ (пен.) |       | Александре Гимараес 7’ |

| Канада                            | 2 : 1 | Хондурас                       |
| --------------------------------- | ----- | ------------------------------ |
| Џорџ Пакос 15’ · Игор Враблич 61’ |       | Порфирио Армандо Бетанкурт 49’ |

### Достигнућа
| Најбољи играч | Победник Конкакафовог шампионата 1985. Канада 1° титула | Најбољи стрелац Хосе Роберто Фигероа (5 голова) |